# 武仙座ω
武仙座ω，又名BD+14 3049，HD 148112、SAO 102153、HR 6117，是武仙座的一颗恒星，视星等为4.57，位于銀經29.46，銀緯38.63，其B1900.0坐标为赤經16h 20m 48s，赤緯+14° 38.63′ 48″。